# Erdi Öner
Erdi Öner (* 4. Mai 1986 in Izmir) ist ein türkischer Fußballspieler.

## Karriere
Erdi Öner begann mit dem Fußballspielen in der Jugendabteilung von Balçovaspor und wechselte zwei Jahre später in die Jugend von Göztepe SK.
Im Januar 2005 erhielt er von seinem Verein einen Profivertrag und war fortan Teil des Profi-Kaders. Sein Profidebüt gab er etwa ein Jahr später am 30. Januar 2005 im Ligaspiel gegen İnegölspor.
Nachdem Göztepe SK in enorme finanzielle Engpässe geraten war, wurden viele Spieler zum Verkauf ausgestellt. So wechselte Öner zur Saison 2006/07 zum Stadtrivalen Altay İzmir und war hier drei Spielzeiten lang tätig.
Zur Spielzeit 2009/10 verpflichtete ihn der türkische Erstligist Kasımpaşa Istanbul. Hier saß er in seiner ersten Saison überwiegend auf der Ersatzbank und machte nur drei Ligapartien. Mit seiner zweiten Spielzeit kam er regelmäßig zum Einsatz.
Zur Saison 2012/13 einigte er sich mit dem Zweitligisten Karşıyaka SK und kehrte nach dreijähriger Abstinenz wieder nach Izmir zurück.
Zum Sommer 2013 wechselte er innerhalb der TFF 1. Lig zu Adana Demirspor. Zur Saison 2014/15 wechselte er innerhalb der TFF 1. Lig zu Manisaspor. Mit diesem Verein stieg er zum Saisonende in die TFF 2. Lig, schaffte aber im darauffolgenden Sommer den direkten Wiederaufstieg.
Nach dem Aufstieg mit Manisaspor wechselte Öner zum Drittligisten Kocaeli Birlikspor.

## Erfolge
Mit Kasımpaşa Istanbul
- Play-off-Sieger der TFF 1. Lig und Aufstieg in die Süper Lig: 2011/12

Mit Manisaspor
- Meister der TFF 2. Lig und Aufstieg in die TFF 1. Lig: 2015/16